# Läby vad

Läby vad är ett vadställe i Hågaån i Läby socken, beläget 5 km väster om Uppsala, där landsvägen mellan Uppsala och Enköping (idag riksväg 55) så sent som under tidigt 1900-tal gick över Hågaån. Där  uppsattes 1835, på Karl XIV Johans bekostnad, ett monument till minne av den händelse då Gustav Vasa 1521, på flykt från Uppsala undan ärkebiskop Gustav Trolles trupper, upphanns vid "Läby vad" av de fientliga ryttarna. Han var nära att tas till fånga, men räddades. Som arkeologen professor Oscar Almgren konstaterade redan 1912-13 är lokaliseringen till den plats där monumentet nu står felaktig. De topografiska förutsättningarna stämmer t.ex.  inte för den mycket smala Hågaån på platsen. I stället utpekas numera, som alternativ, ett par betydligt bredare och mera svårforcerade vadställen ett par km nordost om denna plats, norr om vägen mot Sala i byarna Österby resp Västerby, belägna närmare Läby kyrka. På en f.d. smedja i Österby är, synlig från Salavägen,  uppsatt en skylt med orden "Läby vad".

## Minnesstenen

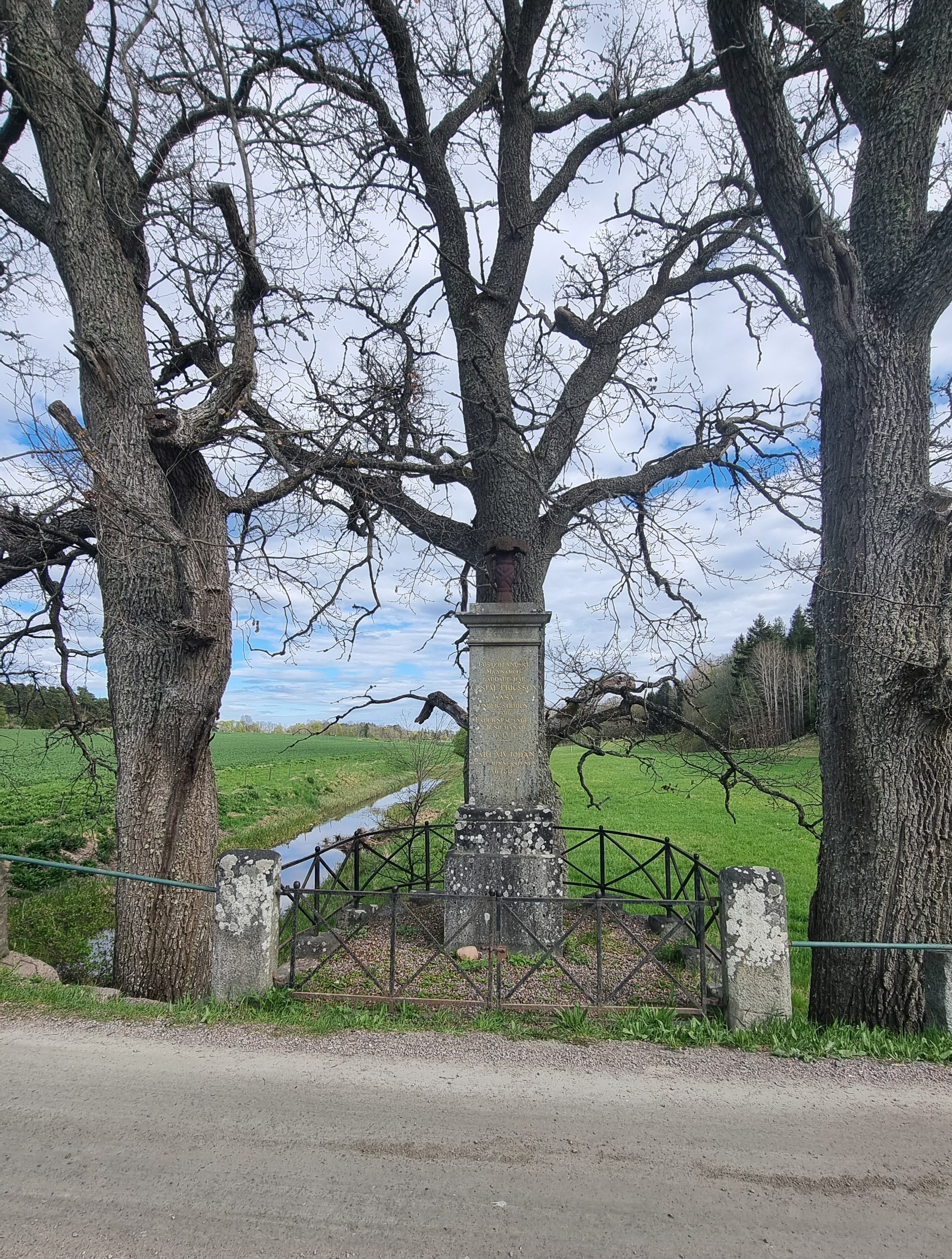
Minnesstenen vid Läby bro.

Minnesstenen över händelsen i juni 1521 är alltså inte rest på korrekt plats. Gustav Vasa passerade något av de äldre stenvaden 1–2 kilometer längre västerut.

## Läbyvads järnvägshållplats
Läbyvad var en järnvägshållplats i Bondkyrko socken i Uppland längs Uppsala-Enköpings Järnväg. Den är belägen 7 järnvägskilometer från Uppsala centralstation och en kilometer från Läbyvadsmonumentet. Den  öppnades den 14 maj 1912 och stängdes den 12 maj 1968. På hållplatsen finns alltjämt kvar en skylt med ordet "Läbyvad". Spåret är upprivet och den gamla banvallen är numera en gång-, cykel- och ridväg.